# ATRL
ATRL (раніше відомий як Absolute TRL і PopFusion) — інтернет-форум, на якому обговорюється поп-культура.

## Історія
Absolute TRL було засновано в 1999 році як фан-сайт телешоу MTV Total Request Live. У 2005 році головний сайт був закритий на користь форуму. У 2006 році він був перейменований на PopFusion і зберігав цю назву протягом року. У 2007 році його було перейменовано на ATRL. Попри скасування Total Request Live наприкінці 2008 року, сайт продовжував працювати як загальний форум поп-культури.
У 2017 році ATRL привернув увагу ЗМІ, коли учасник форуму виявив приховані обкладинки та неповний трек-лист шостого студійного альбому Тейлор Свіфт, Reputation (2017) ще до офіційного оголошення на її веб-сайті. У статті BuzzFeed про фанатів поп-культури ATRL описується як «простір для фанатів, де можна аргументувати на користь обраного артиста статистикою та ідеями про культурний вплив». 